# Дивей-мурза
Дивей-мурза (ум. ок. 1575) — ногайский бий Мансурульской орды (1542—1572), крупный крымскотатарский военачальник и карачи-бек крымских мангытов, четвёртый сын мурзы Хасана и младший брат мурзы Баки. Потомок знаменитого правителя Золотой Орды Едигея, основателя Ногайской орды.

## Биография
Вначале Дивей-мурза был соратником и помощником своего старшего брата, мурзы Баки-бея. В 1539-1540 годах братья совершали набеги на крымские улусы. В одной из битв Дивей-мурза был взят в плен. Крымский хан Сахиб I Герай, опасавшийся Баки-бея, решил выманить его из ногайских степей в Крым. Ак-Биби-мурза и Дивей-мурза, младшие братья Баки-бея, были по приказу хана арестованы и заключены в темницу, где провели почти год. Вскоре крымский хан освободил из заключения Ак-Биби-мурзу и Дивей-мурзу и отправил их по очереди к Баки-бею, чтобы они уговорили его вернуться в Крым. Баки-бей, поверив уговорам своих братьев, приехал в Крым, где был вначале с почестями принят ханом Сахиб Гераем, а затем убит.
Согласно В. В. Трепалову, в конце 1550-х — начале 1560-х годов мангытский мурза Дивей из рода Мансур-улы возглавил ногайские племенные объединения на северных границах Крымского ханства. Дивей-мурза пользовался значительным влиянием при дворе крымского хана Девлет Герая.
Дивей-мурза известен своими разорительными набегами на южнорусские приграничные земли и печальным концом военной карьеры в битве при Молодях. В 1560 году Дивей вторгся в Северскую землю, где осадил город Рыльск. Крымцы и ногайцы разорили и выжгли посады, но сам город взять не смогли. Русский гарнизон отразил противника. В августе того же года трёхтысячное татарское войско под предводительством Дивей-мурзы прорвалось на «Потегу» — через Потежский лес, тянувшийся между Тулой и Зарайском. Русские отряды, выступившие в погоню за уходившим в степь врагом, догнали татар на реке Дон. Однако Дивей-мурза велел перебить «полон» и смог оторваться от погони. 
Весной 1563 года крымский хан Девлет Герай назначил Дивей-мурзу мангытским карачи-беком, а за его сына Арсланая выдал свою дочь.
В том же 1563 году Дивей-мурза сопровождал крымского хана Девлет Герая и его сыновей в походе на южнорусские земли. Татары и ногайцы разорили дедиловские, пронские и рязанские земли.
Весной 1571 года Дивей-мурза вместе с ногайскими отрядами принимал участие в успешном походе крымского хана Девлет Герая на русские земли, в результате которого была сожжена Москва и захвачено 60-80 тысяч пленников.
Летом 1572 года Дивей-мурза участвовал в большом походе крымского хана Девлет Герая на Русское государство. Поход завершился 2 августа полным разгромом орды войсками князя Воротынского и опричника Хворостинина, 30 июля в битве при Молодях Дивей был взят в плен - его пленил суздальский сын боярский, "служилый татарин" великого князя, Темир Шибаев сын Алалыкин (в крещении Иван). Крымский хан Девлет Герай приказал своим воинам взять штурмом русский гуляй-город и отбить Дивей-мурзу. Однако все атаки крымско-ногайского войска и прикомандированных турецких янычар были отбиты, Девлет-Гирей потерпел поражение и бежал, понеся большие потери. 9 августа 1572 года пленный Дивей-мурза был привезён в Новгород, и царь Иван Грозный указал поставить его на дворе на улице Рогатинце и отдал «на бережение» князю Борису Давыдовичу Тулупову.
Крымский хан Девлет Герай вёл безуспешную переписку с русским царем Иваном Васильевичем Грозным об освобождении Дивей-мурзы. В 1573 году крымский хан предлагал русскому царю обменять на Дивей-мурзу Василия Григорьевича Грязного, но царь отверг это предложение, а впоследствии на неоднократные просьбы татар об обмене Дивея отвечал, что тот умер.
Дивей-мурза уже не вернулся в степные кочевья и скончался в русском плену.
Дети: Есиней-мурза (ум. 1584), Арсланай-мурза (ум. 1595) и Касим-мурза.